# Chassalia lutescens
Chassalia lutescens är en måreväxtart som beskrevs av O.Lachenaud och D.J.Harris. Chassalia lutescens ingår i släktet Chassalia och familjen måreväxter. Inga underarter finns listade i Catalogue of Life.